# Hans von Voltelini
Hans von Voltelini (Innsbruck, 31 de julho de 1862 – Viena, 25 de junho de 1938) foi um professor, arquivista e historiador austríaco, lembrado pelas suas contribuições sobre a história do Direito do Tirol e do Trentino.

## Biografia
Embora nascido em Innsbruck, pertencia a uma família nobre de magistrados e funcionários públicos de origem trentina radicada em Bolzano. Filho de Lorenz von Voltelini e Ida Ernst, passou a infância em Bolzano, completou seus estudos do ensino médio em Innsbruck, onde também se matriculou em 1881 na Universidade de Innsbruck para estudar História e Jurisprudência, completando sua formação em Viena. Foi aluno de Theodor von Sickel no Instituto Histórico Austríaco de Roma, mestre que o influenciou duradouramente.
De 1886 a 1900 trabalhou como arquivista no Arquivo de Estado da Áustria, onde foi encorajado por Alfred von Arneth e Gustav Winter a iniciar pesquisas próprias, recebendo um prêmio já em 1887. Em 1899 passou a lecionar Direito Alemão e História Imperial na Universidade de Innsbruck, tornando-se professor associado no ano seguinte e titular em 1902. Desempenhou a função de senador da universidade entre 1903 e 1906 e de reitor da faculdade de Filosofia entre 1906 e 1907. Em 1908 mudou-se para a Universidade de Viena, onde assumiu a cadeira de Direito Alemão e História Imperial como sucessor de Otto von Zallinger, que o supervisionou durante sua habilitação. Foi o reitor da faculdade de Direito de 1916 a 1918 e novamente de 1924 a 1925. Aposentou-se em 1933 mas continuou dando aulas como professor honorário por dois anos.

## Obra
Seu trabalho como historiador está centrado na história do Tirol e do Trentino, baseando suas análises nas relações entre História e Direito principalmente durante a Idade Média. Deixou importantes contribuições sobre a história do sistema notarial italiano medieval, a história do Principado de Trento e seus estatutos, história dos tribunais regionais, história constitucional e social de Viena na Idade Média e no início dos tempos modernos, e história do Direito nos domínios imperiais alpinos. Colaborou para a coleção Monumenta Germaniae Historica. Entre suas publicações se destacam:
- Die Bestrebungen Maximilians I. um die Kaiserkrone 1518 (1890)
- Südtiroler Notariatsimbreviaturen des 13. Jahrhunderts  (1899)
- Die österreichische Reichsgeschichte, ihre Aufgaben und Ziele (1901)
- Die ältesten Statuten von Trient und ihre Überlieferung (1902)
- Forschungen und Beiträge zur Geschichte des Tiroler Aufstandes im Jahre 1809 (1909)
- Die Anfänge der Stadt Wien (1913)
- Der Bericht über die Rechte des Herzogs von Kärnten in zwei Handschriften des Schwabenspiegels (1928)
- Die österreichischen Alpen. Eine zusammenfassende Darstellung (1928)
- Ottokars Österreichische Reimchronik und der Schwabenspiegel (1930)

## Distinções
Foi correspondente da Academia Austríaca de Ciências a partir de 1903 e membro titular desde 1909, e conselheiro da Sociedade para a História da Cidade de Viena. Recebeu o Prêmio Savigny da Academia Austríaca de Ciências pela sua dissertação de habilitação, a Ordem de Francisco José no grau de cavaleiro, e doutorados honoris causa das universidades de Viena, Innsbruck e Bonn. A cidade de Viena lhe concedeu um anel de honra. Foi homenageado com um festschrift por ocasião de seus 70 anos, editado pela Sociedade para a História da Cidade de Viena.